# Museo Paleolítico de Zagros
El Museo Paleolítico de Zagros (en persa: موزه پارینه‌سنگی زاگرس‎) es un museo ubicado en Kermanshah, Irán, establecido en 2008. El museo contiene una gran colección de herramientas de piedra y huesos fósiles de animales de varios sitios paleolíticos en Irán. Es el primer museo paleolítico en Medio Oriente.

## Historia
El museo fue establecido en 2007 por Fereidoun Biglari y A. Moradi Bisetouni en Tekieh Biglar Baigi, Kermanshah. Marjan Mashkour, un zooarqueologo, estuvo a cargo de la identificación de los animal fósiles para el museo.

## Colecciones
El Museo Paleolítico de Zagros consiste de cuatro habitaciones qué incluye objetos de varios sitios Paleolíticos Neolíticos en Irán, datando de ca. 1,000,000 años hasta algunos de hace 8,000 años. La primera habitación es una sala de audio donde los visitantes pueden mirar un documental sobre las herramientas de piedra prehistóricas y cómo los artesanos del Paleolítico fabricaron estas herramientas. También se encuentra un modelo de Neandertal.
La segunda habitación está dedicada a los huesos humanos y animales de sitios en las montañas de Zagros y algunas réplicas de cráneos humanos de lugares del Paleolítico famoso en Europa y Oriente Próximo. Entre los restos faunísticos, destaca la colección fósil de la Cueva Wezmeh. La tercera habitación contiene herramientas de piedra del Paleolítico inferior de varios sitios como Kashafrud, Ganj Par y Shiwatoo. La cuarta habitación alberga herramientas de piedra de finales del Paleolítico y Neolítico, huesos de animales, conchas y otros objetos arqueológicos los cuáles son también de lugares en las montañas de Zagros.